# Badrachyn Njamdżaw
Badrachyn Njamdżaw (mong. Бадрахын Нямжав; ur. 20 listopada 1962) – mongolski judoka. Olimpijczyk z Seulu 1988, gdzie zajął dwudzieste miejsce w wadze ekstralekkiej.

## Letnie Igrzyska Olimpijskie 1988
| Konkurencja | Eliminacje           | Klas. końcowa |
| Konkurencja | Przeciwnik I         | Miejsce       |
| ----------- | -------------------- | ------------- |
| 60 kg       | Zhang Guojun (CHN) P | 20.           |